# Moritz von Bissing
Le baron Moritz Ferdinand von Bissing (30 janvier 1844 à Ober Bellmannsdorf, arrondissement de Lauban – 18 avril 1917) est un aristocrate prussien et général de la Première Guerre mondiale.

## Biographie
Von Bissing est né à Ober Bellmannsdorf en province de Silésie et issu la famille noble souabe von Bissing (de). Il est le fils du propriétaire terrien Moritz von Bissing (1802-1860), seigneur des domaines de Ober et Nieder Bellmannsdorf, et de son épouse Dorothea, née baronne von Gall (1800-1847). Le père a été élevé au rang de baron prussien le 17 juillet 1852. Il est le fils du colonel Hans August von Bissing et de son épouse Auguste, née von Gröna, une fille illégitime du prince Frédéric-Albert d'Anhalt-Bernbourg. La mère est la fille du lieutenant-colonel prussien, qui fait également office de directeur de la police, Christian baron von Gall et de son épouse Charlotte Dorothea von Reibnitz. Après la mort de sa première épouse, il épouse Alice comtesse von Königsmarck (* 24 octobre 1867), une fille du comte Carl von Königsmarck (de), à Plaue/Havel en 1890.
En 1865, Bissing est entré dans l'armée prussienne, en 1882 il sert comme Rittmeister dans le 7e régiment de hussards à Bonn, et en 1883 il entre dans l'état-major. Il grimpe progressivement dans la hiérarchie jusqu'à ce qu'il devienne major-général en 1894, lieutenant-général en 1897 et General der Kavallerie. Du 20 mai 1893 au 31 août 1894, Bissing commande la 4e brigade de cavalerie de la Garde. De 1901 à 1907, von Bissing a commandé le 7e corps d'armée à Münster. Il a pris sa retraite de l'armée en 1908.

### Première Guerre mondiale
Au début de la guerre, von Bissing fut rappelé au service actif comme commandant du 7e corps d'armée d'août à novembre 1914.
Après que l'armée allemande eut repoussé l'armée belge derrière l'Yser, il fut désigné gouverneur militaire de la Belgique du 24 novembre 1914 jusqu'à sa mort, le 18 avril 1917.
Il est connu pour avoir signé l'arrêt de mort d'Edith Cavell, mais aussi d'avoir commué la sentence de mort de Louise de Bettignies en travaux forcés à perpétuité.
Dans le cadre de la Flamenpolitik, il signa le 21 mars 1917 un arrêté de séparation administrative de la Belgique entre la Flandre et la Wallonie et constitua une commission pour préparer la division de ce pays afin d'en faire une contrée plus ouverte à l'influence allemande.
Il établit l'administration wallonne à Namur. La Wallonie était alors composée de quatre provinces belges du sud et d'une partie de la province de Brabant (le district de Nivelles), en réalisant ainsi une autre revendication de mouvement wallon, la création du Brabant wallon.
La région flamande avait Bruxelles comme capitale et était composée des quatre provinces du nord de la Belgique, ainsi que les districts de Bruxelles et Louvain.
C'était le premier essai de diviser la Belgique le long des lignes linguistiques.
Il est enterré au cimetière des Invalides de Berlin.